# Delia nemostylata
Delia nemostylata este o specie de muște din genul Delia, familia Anthomyiidae, descrisă de Deng și Li în anul 1984. Conform Catalogue of Life specia Delia nemostylata nu are subspecii cunoscute.